# I. Phraatész pártus király
I. Phraatész (pártus nyelven 𐭐𐭓𐭇𐭕 Frahāt) a Pártus Birodalom királya i. e. 176–tól i. e. 171-es haláláig. Apját, Priapatioszt követte a trónon. Meghódította a Kaszpi-tengertől délre élő hegyvidéki amardosz népet. Fiatalon halt meg, utódául fiai helyett öccsét, I. Mithridatészt jelölte ki. 

## Uralkodása

### Az amardoszok elleni hadjárat
Uralkodása kezdetén Phraatész hadjáratot indított a Kaszpi-tengertől délre fekvő Alborz hegység keleti részén élő, szegény de harcias amardoszok ellen. Meghódoltatásuk a jól védhető terepen valószínűleg több évig tartott. Bár az amardoszok ekkor névleg a Szeleukida Birodalom alattvalói voltak, nem tudunk róla, hogy segítséget kértek vagy kaptak volna a Szíriában élő IV. Szeleukosz királytól.
Szeleukosz passzivitását magyarázza egyrészt gyengének és békeszeretőnek leírt természete, valamint az, hogy a birodalmat kimerítette a rómaiakkal vívott vesztes háború, a hatalmas területek elvesztése, és az azután kirótt súlyos hadisarc (a király apját, III. Antiokhoszt is akkor ölték meg, amikor megpróbálta elkobozni egy templom kincseit a hadisarc kifizetése céljából). A szeleukidáknak ekkor nem volt elegendő ereje ahhoz, hogy új háborút indítsanak, ráadásul egy távoli és katonailag erős ellenféllel szemben. Szeleukosz adót gyakorlatilag alig kapott az amardoszoktól, akik fölött befolyása csak névleges volt. Ezért hagyta, hogy Phraatész lefoglalja magát a hegyek között, hiszen az amardoszok meghódítása nem csökkentette számottevően a saját hatalmát és nem növelte a pártusokét sem.

### A Media Rhagiana elleni hadjárat
Amikor a Szeleukida Birodalom nem reagált az amardoszok meghódoltatására, Phraatész újabb területre vetette a szemét. A Média északi részén fekvő Media Rhagiana egy több mint 200 km hosszú, termékeny földű, de keskeny sáv volt az Alburz és a Nagy Sósivatag között. Ellenőrzését a keleti végén elhelyezkedő Rhagesz városa (ma Teherán 20. kerülete) biztosította, nem sokkal a Kaszpi-kaputól nyugatra. Phraatész elégtelennek érezte erőit a város közvetlen megtámadására ezért a Kaszpi-kapu elfoglalása után a közeli Kharax városba telepítette át az amardoszok egy részét, onnan fenyegetve Rhageszt. Phraatész korai halála azonban félbeszakította a hadjáratot.

## Utódlás
Mikor Phraatész egyre betegebb lett és közeledett halála, kénytelen volt kijelölni utódját. Bár több fia is volt, nem közülük választott, hanem öccsét, Mithridatészt jelölte meg. Valószínűleg azért döntött így, mert tudta, hogy kiskorú uralkodó esetén a Szeleukida Birodalom vagy Baktria támadást intézne országa ellen, de emellett jól ismerte és szerette öccsét (még a pénzein is feltüntette a "philadelphosz" (fivérét szerető) jelzőt) és tudta hogy képes további hódító hadjáratokat vezetni és kihasználni szomszédaik gyengeségét. Ebben igaza lett, Mithridatész hódításaival sokszorosára növelte Parthia területét és a Közép-Kelet nagyhatalmává tette az országot.  

## Fordítás
- Ez a szócikk részben vagy egészben  a   Phraates I című angol Wikipédia-szócikk ezen változatának fordításán alapul.  Az eredeti cikk szerkesztőit annak laptörténete sorolja fel. Ez a jelzés csupán a megfogalmazás eredetét és a szerzői jogokat jelzi, nem szolgál a cikkben szereplő információk forrásmegjelöléseként.

| Előző uralkodó: Priapatiosz | Pártus király I. e. 176 – I. e. 171 | Következő uralkodó: I. Mithridatész |